# Klasický Hollywood

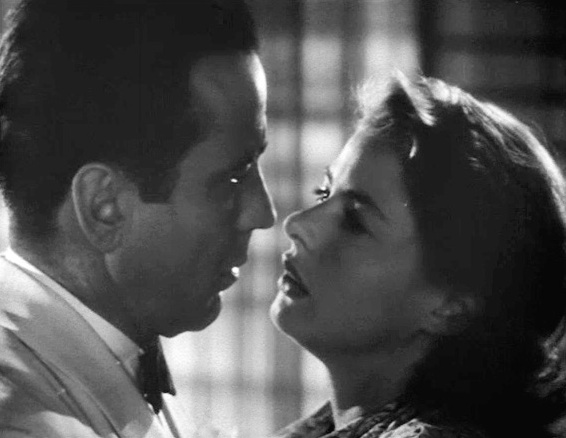
Humphrey Bogart a Ingrid Bergman ve filmu Casablanca (1942)

Pojmem klasický Hollywood se označuje období americké kinematografie zhruba od konce 10. let do pozdních 60. let. Přičemž tento termín zahrnuje jednak specifický styl natáčení filmů a jednak specifický mód produkce, distribuce a uvádění filmů v americké kinematografii tohoto období. Klasický Hollywood je často označován jako „Zlatý věk Hollywoodu“ a specifické stylové prostředky, rozvinuté během této periody, se nazývají klasický hollywoodský styl.

## Zlatý věk
Zlatý věk Hollywoodu trval více než 30 let, od konce němé éry v americkém filmu na konci 20. let do pozdních 60. let. Klasická hollywoodská kinematografie byla velmi „žánrová“, většina hollywoodských filmů tohoto období se striktně držela určitého žánru, populární byly například westerny, nebo muzikály.

## Pre-kodexové období

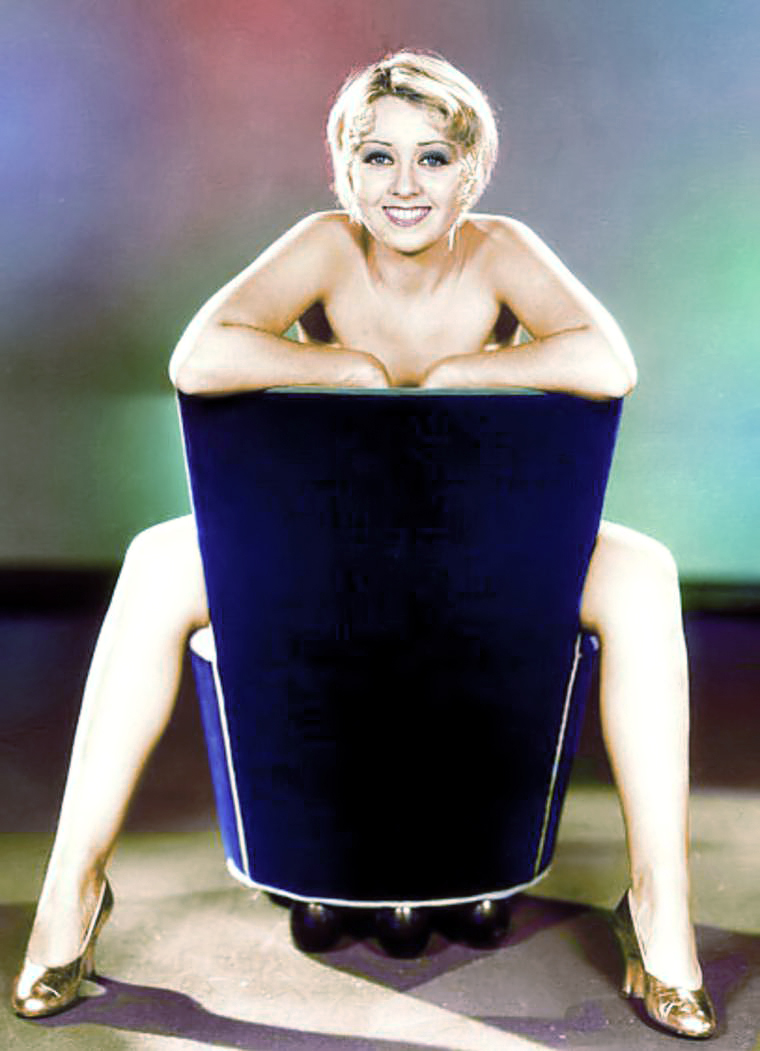
Joan Blondellová na reklamním plakátu z roku 1932, který byl později „Haysovým úřadem“ zakázán.

S nástupem klasického Hollywoodu, tedy během pozdních 20. let a raných 30. let, byly v americké kinematografii rozšířené filmy, které byly značně provokativní a z morálního hlediska velmi kontroverzní v tehdejší společnosti. Jednalo se například o celý žánr gangsterského filmu, nebo o snímky, které byly dosti sexuálně odvážné. Toto krátké, nicméně slavné období americké kinematografie, je známo jako Pre-kodexové období Hollywoodu.
V roce 1930 prezident The Motion Pictures Producers and Distributors Association (MPPDA) Will Hays proto zavedl Produkční kodex, nazývaný také „Haysův kodex“, který vyžadoval plnění určitých předem daných cenzurních opatření, přičemž tento kodex byl chápán jako „menší zlo“ a vznikl jako reakce na možné zavedení nechtěné státní cenzury v americké kinematografii. Nicméně produkční kodex nebyl v praxi uplatňován až do roku 1934, kdy byla vlivná katolická organizace Legie slušnosti extrémně pobouřena kvůli dvěma sexuálně provokativním filmům z roku 1933, ve kterých hrála Mae West. Po tomto „incidentu“ bylo již dodržování produkčního kodexu vyžadováno a tato vynucená vnitřní cenzura následně výrazně ovlivnila podobu klasické hollywoodské kinematografie.

## Studiový systém
Hollywoodský studiový systém byl kontrolován tzv. „velkou osmičkou“ studií, nicméně „velká pětka“, což byla plně vertikálně integrovaná studia, byla nejsilnější. Mezi tuto pětici nejmocnějších a nejdůležitějších studií patřila studia MGM, Warner Brothers, 20th Century Fox, Paramount a RKO. Všechna tato studia jednak produkovala filmy, a jednak vlastnila své vlastní řetězce kin. Oproti tomu tzv. „malá trojka“, což byla studia Universal Studios, Columbia Pictures a United Artists, sice produkovala filmy, ale neměla takový finanční kapitál jako „velká pětka“ a tak produkovala méně „áčkových“ filmů, které byly základem studiového systému. Tato studia navíc nevlastnila žádná kina.
Studiový systém byl charakteristický vysokou mírou standardizace natáčení. Všichni filmoví pracovníci byli zaměstnanci určitého studia. To mělo za následek jistou uniformitu filmového stylu – režiséři a další klíčoví tvůrčí pracovníci o sobě mysleli spíše jako o zaměstnancích než jako o umělcích, a proto nebylo v celém tomto období rozvedeno auteurství, tj. specifický přístup k filmu, který považuje režiséra za autora, hlavního tvůrce filmového díla. Toto paradigma vtrhlo do americké kinematografie až v jejím post-klasickém období. Přesto někteří etablovaní režiséři, pracující v rámci studiového systému, jako například Alfred Hitchcock, Orson Welles, Howard Hawks, nebo John Ford realizovali své individuální umělecké vize a byli později prohlášeni za plnohodnotné americké auteury.

## Počátek pádu

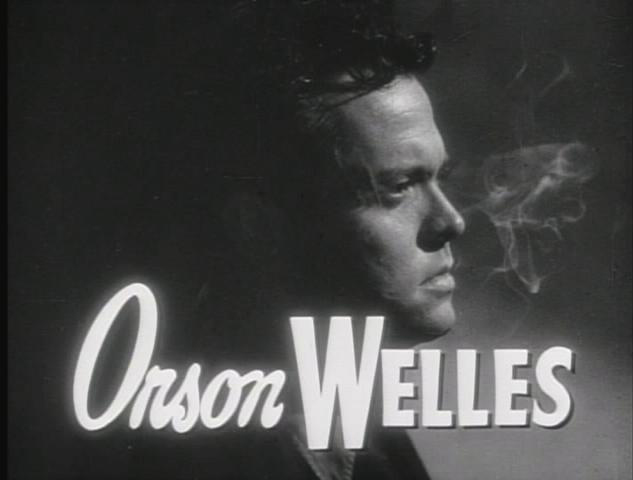
Orson Welles v traileru na film Dáma ze Šanghaje (1947)

V roce 1948 nejvyšší soud USA rozhodl, že dosavadní praxe distribuce filmů pomocí balíčkové metody, kdy se prodávalo několik filmů v jednom, je nezákonná, stejně tak vlastnictví a provozování řetězce kin hlavními filmovými studii, protože se mělo za to, že tento vertikálně integrovaný systém konstituoval nesoutěžní a monopolní tržní praktiky.
Toto byla klíčová změna v hollywoodském studiovém systému, která uvolnila cestu rostoucímu počtu nezávislých producentů a řídícím pracovníkům menších studií, kteří od teď mohli produkovat filmy bez toho, aby do toho zasahovalo velké studio. Stejně tak to mělo za následek další důležitou změnu ve výrobě filmů, a totiž, že nadále pracovníci uzavírali se studii kontrakty na konkrétní filmy a různí pracovníci tak mohli pracovat na filmech pro různá filmová studia.
Jak již bylo řečeno výše, americký film tohoto období velkou měrou ovlivňoval tzv. Haysův kodex. Filmům, které nedodržovaly tento kodex, hrozil bojkot a ty filmy, které neschválila MPPDA, musely zaplatit pokutu 25 tisíc dolarů a navíc neprofitovaly v kinech, jelikož všechna kina „velké pětky“ vlastnila právě MPPDA. Produkční kodex byl uplatňován až do konce éry Klasického Hollywoodu v 60. letech, kdy byl nahrazen ratingovým systémem, tedy hodnocením filmů, který se s obměnami udržel až dosud.

## Konec zlatého věku
V pozdních 60. letech potom celkově došlo ke kolapsu hollywoodského studiového systému, který proběhl zároveň s příchodem televize, zavedením auteurismu mezi hollywoodskými režiséry a kritiky, stejně jako se zvýšením vlivu zahraničních filmů a nezávislých filmařů.